# Slide (Baseball)

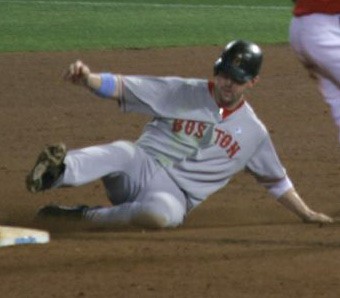
Normaler Slide

Ein Slide im Baseball ist der Versuch eines Läufers, durch Auf-dem-Boden-Rutschen den nächsten sicheren Standpunkt (Base) zu erreichen und dabei außer Reichweite des gegnerischen Spielers zu bleiben, um einen tag zu verhindern, was das Aus des Läufers bedeuten würde. Dabei lässt sich der Läufer einige Meter vor der Base, die er zu erreichen versucht, auf den Boden gleiten und rutscht so zu seinem Ziel. Damit hat der Gegenspieler einen längeren Weg, um mit dem Baseball den Läufer zu berühren, da er nicht auf Brusthöhe, sondern auf Schienbeinhöhe den tag setzen muss.

## Slidearten
Beim normalen Slide lässt sich der Läufer (Runner) aus dem Lauf nach hinten fallen. Dabei sollten die Arme bewusst nach oben geworfen werden, um das natürliche Abstützbedürfnis zu umgehen und so Arm- und Handgelenkverletzungen vorzubeugen. Beim sich nach hinten fallen lassen knickt man eines der beiden Beine nach hinten ab. Das andere Bein wird ausgestreckt und einige Zentimeter über dem Boden gehalten. Dabei sollte aber darauf geachtet werden, dass das ausgestreckte Bein nicht zu hoch ist und eine Gefahr für den Feldspieler an der Base darstellt. Zum Abbremsen kann einfach das ausgestreckte Bein auf den Boden gebracht werden.
Der Head First Slide wird oft nicht aus dem vollen Lauf gebraucht. Er wird als „Rettungssprung“ zur entsprechenden Base genutzt, wenn der Pitcher versucht, einen Runner, der sich vor dem Pitch zu weit von der Base entfernt hat, durch einen Wurf an den Baseman auszumachen. Außerdem ist ein Slide zur ersten Base nur als Head First Slide zulässig.

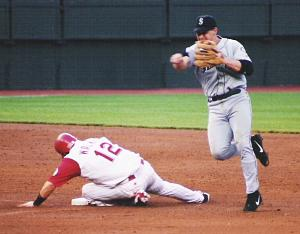
Etwas versetzter Slide
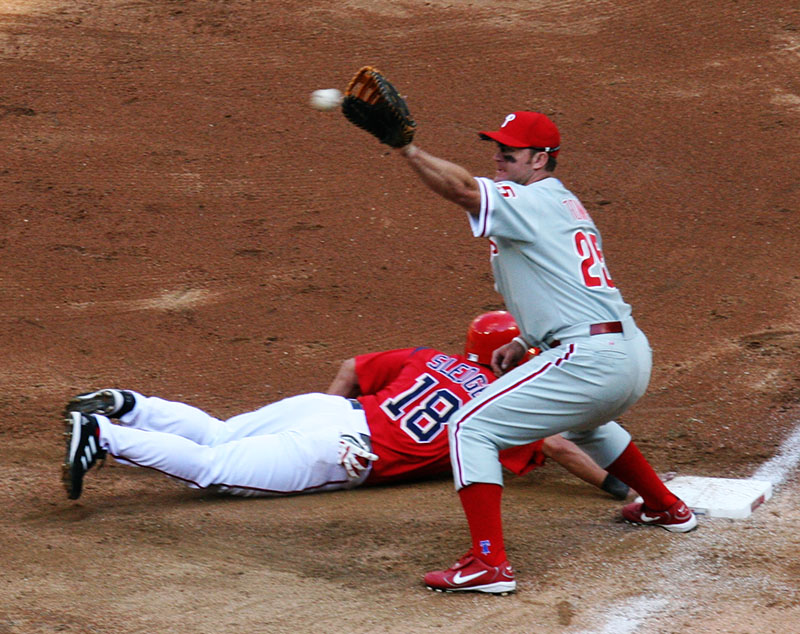
Head First Slide